# Гладій Михайло Васильович
Миха́йло Васи́льович Гладі́й (нар. 6 листопада 1952, село Стрілків, Стрийський район, Львівська область) — український політичний та державний діяч.
Доктор економічних наук, академік УААН (Відділення аграрної економіки та земельних відносин, економіка сільського господарства та АПК, грудень 2002); член Президії УААН; Південно-західна регіональна служба державного ветеринарно-санітарного контролю та нагляду на державному кордоні України та транспорті, начальник (з 2009); головний науковий працівник відділу ціноутворення та кон'юнктури ННЦ «Інститут аграрної економіки» НААН (з 2007).
Освіта вища, закінчив Омський ветеринарний інститут (1975);
- кандидатська дисертація «Соціально-економічні та організаційні особливості реформування колективних сільськогосподарських підприємств (на прикладі Львівської області)» (у вигляді наукової доповіді, Інститут регіональних досліджень НАНУ),
- докторська дисертація «Використання виробничо-ресурсного потенціалу аграрного сектора економіки України (питання теорії, методології та практики)» (Інститут аграрної економіки УААН, 1998).

Одружений; має сина і дочку.
- 1975–1978 — головний ветлікар Венгеровського радгоспу Новосибірської області.
- 1978–1979 — головний ветлікар колгоспу імені Кірова Стрийського району.
- 1979–1981 — начальник рибцеху «Стрий»; директор зонального риборозплідника «Стрий» Львівського облрибокомбінату.
- 1981–1985 — голова правління колгоспу імені Леніна Стрийського району Львівської області.
- 1985–1987 — директор радгоспу-комбінату «Стрийський» Стрийського району.
- 1988–1990 — генеральний директор АПК «Стрий» Стрийського району.
- 1990–1991 — голова, 1991-1992 — перший заступник голови виконкому Стрийської райради народних депутатів.
- 1992–1994 — заступник голови Львівської облдержадміністрації.
- 1994–1995 — заступник голови, перший заступник голови Львівської облради.
- Грудень 1995 — липень 1996 — заступник голови з питань приватизації, торгівлі та побутового обслуговування Львівської облдержадміністрації.
- Липень 1996 — лютий 1997 — завідувач відділу з питань агропромислового комплексу і продовольства Кабінету Міністрів України.
- Лютий 1997 — січень 1999 — голова Львівської облдержадміністрації.
- 14 січня 1999 — 10 січня 2000 — Віцепрем'єр-міністр України з питань АПК.
- 19 липня 1999 — 10 січня 2000 — Міністр агропромислового комплексу України.
- 10 січня 2000 — 26 березня 2001 — Віцепрем'єр-міністр України; Голова Урядового комітету з реформування аграрного сектора та з питань екології (2000-2001).
- 26 березня 2001 — 26 квітня 2002 — голова Львівської облдержадміністрації.

Голова Комісії з питань аграрної політики при Президентові України (лютий 1999 — липень 2001).
Голова АПУ (травень 1999 — жовтень 2003), заступник голови (жовтень 2003 — лютий 2005).
Член ВО «Батьківщина» (березень 2005–2007).
Народний депутат України 4-го скликання з квітня 2002 до квітня 2006 від Блоку «За єдину Україну!», № 9 в списку. На час виборів: голова Львівської облдержадміністрації, член АПУ. Уповноважений представник фракції «Єдина Україна» (травень — червень 2002), член фракції «Аграрники України» (червень — жовтень 2002), уповноважений представник фракції АПУ (жовтень 2002 — червень 2004), керівник фракції НАПУ (червень — грудень 2004), уповноважений представник фракції НАПУ (грудень 2004 — березень 2005), позафракційний (березень 2005), член фракції Блоку Юлії Тимошенко (з березня 2005). Заступник голови Комітету з питань аграрної політики та земельних відносин (з червня 2002). Член Постійної делегації Верховної Ради України в ПАРЄ (з червня 2002).
Народний депутат України 5-го скликання з квітня 2006 до листопада 2007 від Блоку Юлії Тимошенко, № 85 в списку. На час виборів: народний депутат України, член ВО «Батьківщина». Член фракції «Блок Юлії Тимошенко» (з травня 2006). Голова Комітету з питань аграрної політики та земельних відносин (з липня 2006).
Нагороджений орденами орденами «За заслуги» III (жовтень 1998), II ступенів (листопад 2001), Святого рівноапостольного князя Володимира Великого II ступеня (січень 1999, УПЦ КП). Почесна грамота Кабінету Міністрів України (листопад 2002). Командорський хрест ордена святого Григорія Великого (Ватикан, 11 грудня 2001) Почесна грамота Верховної Ради України (2003).